# Симтек S951
Симтек S951 e болид от Формула 1, създаден от отбора на Симтек за сезон 1995. Болид номер 11 е използван от Доменико Скиатарела и номер 12 от Йос Верстапен. Техен тест-пилот е Хидеки Нода, който участва в последните три състезания от предишния сезон с Ларус. Нода трябва да поеме болида с номер 11 за втората част на сезона, но тимът банкрутира след ГП на Монако. Номерата които използват са от напусналия отбор Лотус. Двигателят е Форд-Косуърт EDB 3.0 литров V8 двигател. Главен спонсор на тима е MTV.

## Дизайн и конструкция
Колата е конструирана от техническия директор и създател на Симтек Ник Уърт, заедно с шеф-дизайнера Пол Крукс. Тя е резултат от пряка еволюция на предишния болид на Симтек S941. Една от главните промени е, че тимът използва двигател и скоростна кутия от предишния болид на Бенетон B194. Скоростните кутии от Бенетон са използвани от отбора, за да привлекат Верстапен, след като той не е вече тест-пилот на Бенетон. S951 е една от последните коли, разработени за сезон 1995, пристигайки в Бразилия след минимален тестов период.

## Състезателна история
S951 е по-бърз от предишния болид с Верстапен и Скиатарела привеждаха болидите до финала на няколко поводи. Верстапен имаше възможност да класира колата в средата на колоната в няколко състезания, неговото най-добро бе 14-о място в Аржентина, макар че финишира само в едно поради проблеми с трансмисията. Неговата най-добра позиция по време на състезание бе 6-а позиция преди да отпадне от проблем със скоростната кутия. Обаче Скиатарела финишира на 9-а позиция на финала което е било най-доброто класиране за тима.
Уърт разкри в Монако където пилотите се провалиха да стартират, че в осемнайсет месеца отбора бе съществувал с 6 милиона долара дългове, вероятно от споразумение което се провали за да материлизира влкочващо и доверителен трик. Уърт реши да не летят за Канада в очакване за привличане на спонсори във Франция но това не се случи. Тимът банкрутира и не участва в следващите състезание от сезона. Шаситата са продадени през юли 1995, с шасито на Верстапен продадено за £18 000 и болида на Скиатарела продадено за £16 000.
Болидът S951 не бе използван от 1995 до 2006, но двата копия на болида са използван в шампионата ЕуроБос, с Пол Смит и Питър Александер карайки шаситата.

## Резултати от Формула 1
| Година | Отбор  | Двигател        | Гуми | Пилоти              | 1   | 2   | 3   | 4   | 5   | 6   | 7   | 8   | 9   | 10  | 11  | 12  | 13  | 14  | 15  | 16  | 17  | Точки | WCC  |
| ------ | ------ | --------------- | ---- | ------------------- | --- | --- | --- | --- | --- | --- | --- | --- | --- | --- | --- | --- | --- | --- | --- | --- | --- | ----- | ---- |
| 1995   | Симтек | Форд Косуърт V8 | Г    |                     | BRA | ARG | SMR | ESP | MON | CAN | FRA | GBR | GER | HUN | BEL | ITA | POR | EUR | PAC | JPN | AUS | 0     | 13-и |
| 1995   | Симтек | Форд Косуърт V8 | Г    | Доменико Скиатарела | Ret | 9   | Ret | 15  | DNS |     |     |     |     |     |     |     |     |     |     |     |     | 0     | 13-и |
| 1995   | Симтек | Форд Косуърт V8 | Г    | Йос Верстапен       | Ret | Ret | Ret | 12  | Ret |     |     |     |     |     |     |     |     |     |     |     |     | 0     | 13-и |